# Adam Baszyński
Adam Baszyński (ur. 31 lipca 1973) – polski ekonomista, dr hab. nauk ekonomicznych, profesor uczelni Uniwersytetu im. Adama Mickiewicza, od 2017 roku pracownik Katedry Nauk Ekonomicznych Wydziału Prawa i Administracji Uniwersytetu im. Adama Mickiewicza w Poznaniu; profesor nadzwyczajny Collegium Da Vinci w Poznaniu.

## Życiorys
4 lipca 2003 obronił pracę doktorską Ocena pracy jako podstawa systemu motywowania (na przykładzie sektora bankowego), 6 lutego 2015 habilitował się na podstawie pracy zatytułowanej Koncentracja i konkurencja w sektorach bankowych transformujących się krajów europejskich. Studium teoretyczno-empiryczne. Jest zatrudniony na stanowisku profesora uczelni w Katedrze Nauk Ekonomicznych na Wydziale Prawa i Administracji Uniwersytetu im. Adama Mickiewicza w Poznaniu. Dawniej pracował na stanowisku profesora nadzwyczajnego w Collegium Da Vinci w Poznani.

## Wybrane publikacje
- Transformacja sektora bankowego w krajach Europy Środkowej, Wschodniej i Południowo-Wschodniej, 2013
- Stan i determinanty rozwoju sektora bankowego w Polsce, 2009
- Konsekwencje stosowania nowych form zatrudnienia i wynagradzania pracowników, 2009
- Miejsce wartościowania pracy we współczesnym przedmiocie oceny pracy w szkolnictwie wyższym, 2006[1]